# Radivoje Manić
Radivoje Manić (født 16. januar 1972) var en fodbold spiller i Serbien. 

## Serbiens fodboldlandshold
| Serbiens landshold | Serbiens landshold | Serbiens landshold |
| År                 | Kmp                | Mål                |
| ------------------ | ------------------ | ------------------ |
| 1997               | 1                  | 0                  |
| Total              | 1                  | 0                  |